# البدوة (الحديدة)

تعديل مصدري - تعديل

البدوة هي إحدى قرى مديرية زبيد، التابعة لمحافظة الحديدة اليمنية، بلغ تعداد سكانها 1017 نسمة حسب الإحصاء الذي أجري عام 2004.